# Serranilla
Serranilla es un género lírico-narrativo de poema breve escrito en verso de arte menor típico de la literatura española que cuenta el encuentro amoroso con una mujer de la sierra o serrana. Entre los autores más destacados se encuentran Juan Ruiz, también conocido como el arcipreste de Hita (Por la ruta serrana del Arcipreste), e Íñigo López de Mendoza, primer marqués de Santillana.

## Origen y género literario
Su equivalente en la literatura provenzal sería una pastorela, si bien en este caso el personaje femenino es una pastora. Sería en todo caso un tipo de lírica rústica amorosa en metros cortos de origen popular.
Las serranas eran personajes de existencia casi legendaria y habitaban en escondidos puertos o pasos de montaña. Eran de una gran rusticidad de costumbres y de una tal simplicidad moral que escandalizaban a personajes más cultivados que, extraviados por la dureza del camino y el clima hostil, se veían obligados a pedirles albergue, por lo cual ellas pedían una especie de peaje, bien sexual, bien en forma de algún regalo. A algunas, incluso, se les atribuían crímenes o desapariciones de viajeros. Ese es el origen de la leyenda de La Serrana de la Vera, quien, al parecer, embriagaba a los viajeros, les hacía el amor y cuando se desmayaban de sueño, los degollaba y guardaba sus huesos en su cueva. Este argumento dio origen a no pocos romances y piezas teatrales del Siglo de Oro, especialmente la comedia La serrana de la Vera de Luis Vélez de Guevara.
Como género literario Ramón Menéndez Pidal reconstruyó el ejemplo más antiguo de serranilla que conocemos, anterior a 1420, en su trabajo "Serranilla de la Zarzuela" aparecido en la revista turinesa Studi Medievali, II, 1905, pp. 263-270:
 
Yo me iba, mi madre,

a Villa Reale,

y errara el camino

en fuerte lugare.

Siete días anduve

que no comí pane,

cebada mi mula,

carne el gavilán.

Entre la Zarzuela

e Daracután

alcara los ojos

hacia do el sol sale.

Pícara mi mula

fue para allá;

perros del ganado

sálenme a ladrar;

[vide una serrana

del bello donaire.]

-Llegaos, caballero,

vergüença no hayades;

mi padre y mi madre

han ido al lugar,

mi caro Minguillo

es ido por pan,

ni vendrá esta noche

ni mañana a yantar;

comeréis de la leche

mientras el queso se hace.

Haremos la cama

junto al retamal;

haremos un hijo,

llamarse ha Pascual:

o será arzobispo,

papa o cardenal

o será porquerizo

de Villa Real.

¡Bien por vida mía

debéis de burlar!

En efecto, los ejemplos más antiguos de serranilla que se pueden encontrar pertenecen a la literatura castellana, aunque también hay ejemplos de las mismas en gallego-portugués.

## Evolución y autores
Pocos años después encontramos una serie de serranillas de autor conocido, muchas de ellas paródicas y cómicas, en el Libro de Buen Amor de Juan Ruiz, arcipreste de Hita, que pertenece a la primera mitad del siglo XIV. Ya en el siglo XV, don Íñigo López de Mendoza, Marqués de Santillana, compuso unas célebres serranillas en las cuales idealizó a las serranas, muy probablemente a causa del influjo de la refinada lírica provenzal y sus pastorelas. Los cancioneros de ese mismo siglo y del siglo XVI contienen algunas cancioncillas que pueden ser reformulaciones de esas cantigas o villancicos de serrana desaparecidos. Se distinguió particularmente en el cultivo de este género Carvajal, que compuso una decena, y hubo poetas de lírica cancioneril que la cultivaron ocasionalmente, como Gonzalo de Montalbán, Gil Vicente (en gallego-portugués y castellano), Diego de San Pedro, Juan del Encina, Pedro de Escavias, Pero Ferruz, Alonso de Alcaudete, Mendo de Campo, Pedro de Escobar, Pedro González de Mendoza, Nicolás Guevara, Pablo Sánchez Silva y un tal Quesada. 
En el siglo XVI compusieron dos Sebastián de Horozco y una Diego Hurtado de Mendoza, Pedro Padilla y Fernando de la Torre. En el XVII compuso cinco Luis Vélez de Guevara, cuatro Lope de Vega, dos José de Valdivielso y una Luis de Góngora. En el siglo XX compuso una José Agustín Goytisolo.
Son anónimas Adonde tienes las mientes, Allá en Garganta la Olla, Allá me tienes contigo, Amigo Mingo Domínguez, Aquellas sierras, madre, Ay, luna, que reluces, Con el aire de la sierra, Contar te quiero mis males, D'aquel pastor de la sierra, Dame acogida en tu hato, Decid, gentil aldeana,, ¿Dónde son estas serranas?, Él con sus varones sobió a las montañas, En toda la Trasmontana, Encima del puerto, Gritos daban en aquella sierra, Ha, Pelayo, que desmayo, L'autrier al quint jorn d'April, La más graciosa serrana, La poncella de Francia, Menga, la del bustar, Mentre per una ribiera, Pastora da serra, Por vos mal me viene, Puesto ya el pie en el estribo, ¡Qué bien bailan las serranas!, ¿Qué buscáis aquí, serrana?, Serrana del bel mirar, Serrana, ¿dónde dormistes?, Serranas de Cuenca, Si d'esta escapo, ¿Si me llaman?, ¡A mí llaman!, ¡Sí, ganada es Antequera!, Soy serranica, Una montaña pasando, Y decid, serranicas, ¡eh! y probablemente la más antigua, la ya citada Yo me iba, mi madre.
En gallego las escribieron el rey don Denis, del que se conservan once; Airas Nunes, Álvaro Afonso, Joan Airas, Pedro Amigo de Sevilla, Francisco Bocanegra, Esteban Coelho, Vasco Gil, Juan Espinosa, Joan Pérez d'Aboim y Lourenço.

## Estructura
La Serranilla se compone de 6 estrofas, una de ellas es la cabeza, divididas en versos de 6 sílabas con rima consonante, de arte menor y encadenada(abab), en las cuales se repite una vuelta del tipo abba.